# Labour Students
Labour Students er en uafhængig britisk studenterorganisation tilhørende det britiske socialdemokrati, Labour.
Studenterorganisationen er tilknyttet britiske universiteter og andre videregående uddannelser, under lokale afdelinger, kendt som Labour Clubs. Det er de enkelte Labour Clubs der er medlemmer. Labour Students er således organiseret i en flad struktur, ledet gennem en central paraplyorganisation. Der er afdelinger i de britiske universitetsbyer.
Organisationen blev etableret i 1970 som National Organisation of Labour Students, og derfor kalder man i daglig tale organisationen NOLS.
Labour Students kan sammenlignes med Frit Forum i Danmark, og har på samme vis skabt et vigtigt grundlag for Labour på universiteterne, både som rekrutteringsgrundlag, til valgkampe og som idepolitisk fundament. Mange fra Labour Students er således senere gået ind i Labour, ministerierne eller i fagbevægelsen.

## Ekstern henvisning
- Labour Students officielle hjemmeside Arkiveret 13. november 2020 hos  Wayback Machine
- Skotsk Labour Students officielle hjemmeside Arkiveret 18. december 2007 hos  Wayback Machine